# Guillaume Barbe
Guillaume Barbe est un maître-verrier français du XVe siècle.

## Biographie
Jean Barbe, paysan à Granville-sur-Fleury, au sud-est de Rouen, a eu deux fils : Jean Barbe, le fils aîné, reprend l'exploitation familiale à Grainville. Le cadet, Guillaume Barbe, est entré comme apprenti dans l'atelier d'un parent plus ou moins éloigné, Guillaume Auguy, peintre verrier de la cathédrale de Rouen originaire de Grainville, il est aussi appelé « Guillaume de Grainville ». Guillaume Auguy est peut-être un parent de Robert Auguy, dit « Robert de Grainville », lui-aussi peintre verrier de la cathédrale au début du XVe siècle. L'atelier de Guillaume Auguy porte le nom «  l'escu de voirre ». Il est situé derrière la cathédrale, dans la paroisse Saint-Nicolas-le-Painteur, rue Saint-Romain. Guillaume Augry a participe aux travaux de vitrerie du chœur de la cathédrale et l'église Saint-Maclou.
Guillaume Barbe est maître-verrier de la cathédrale de Rouen et a succédé à Guillaume Auguy à sa mort à la direction de l'atelier «  l'escu de voirre », vers 1456, jusqu'en 1488. La ville de Rouen a été reprise aux Anglais par Charles VII en 1449.
Il est mentionné pour la première fois en 1459 dans les comptes de la fabrique. Il vit à Rouen, paroisse Saint-Nicolas-le-Painteur.
Il répare, remplace et complète les verrières de la chapelle de la Vierge en 1462-1463, du déambulatoire et ses chapelles, la rose de la Calende en 1465-1466 et au bas des « Belles-Verrières » en 1468-1469.
Sans pouvoir lui être attribué avec certitude, son style a été reconnu sur des vitraux présents dans les églises rouennaises Saint-Vincent, Saint-Patrice, Saint-Maclou, Saint-Ouen, Notre-Dame de Caudebec-en-Caux, Saint-Étienne d'Elbeuf, Berville-sur-Seine, Pont-Audemer, Vatteville-la-Rue, Louviers, la chapelle du château d'Ételan.

## Les fils de Guillaume Barbe: Guillaume Barbe, Jehan Barbe, Nicolas Barbe

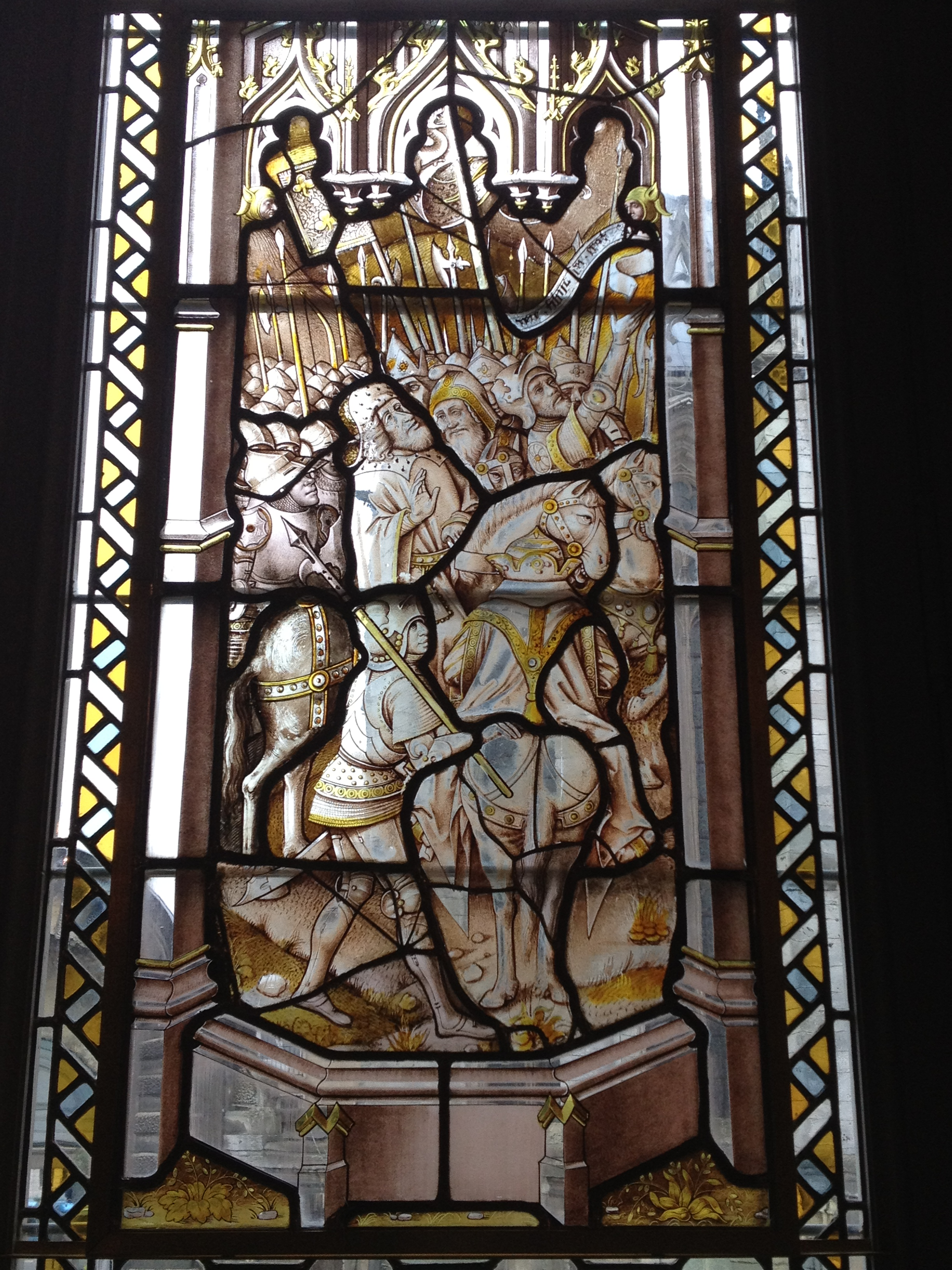
Palais épiscopal de Rouen
Salle des États, baie D
Soldats et Longin reconnaissent le fils de Dieu, par Jehan Barbe, en 1502

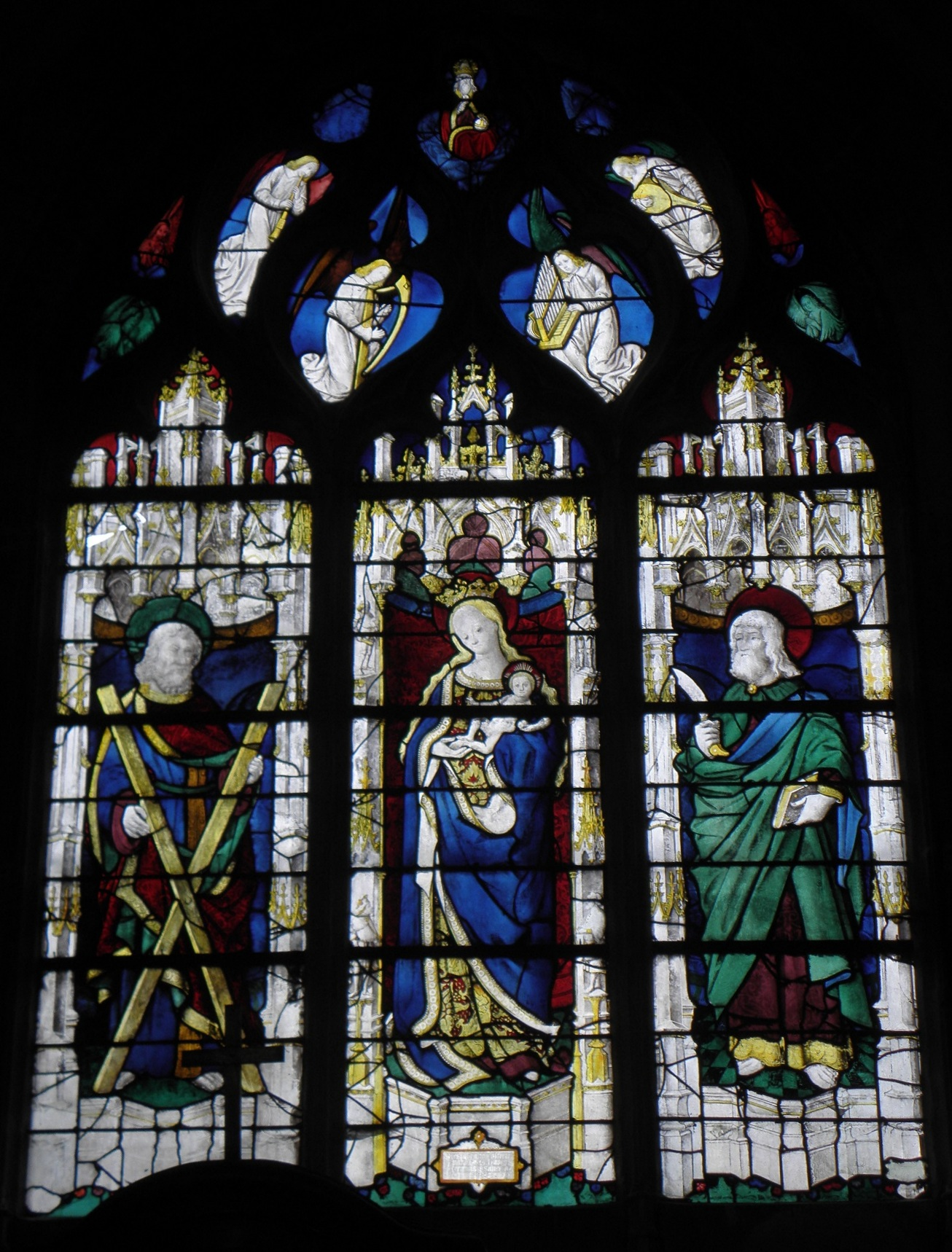
Église Notre-Dame de Louviers
Baie 13 : vitrail de saint André, la Vierge à l'Enfant, et de saint Barthélemy, attribué à Jehan Barbe, en 1495

On ne connaît ni la date du mariage, ni le nom de l'épouse de Guillaume Barbe. Il a eu plusieurs enfants, les comptes de la paroisse Saint-Nicolas-le-Painteur montrent que la mortalité infantile est importante et un de ses enfants y est cité en 1466.
Les comptes de fabrique de la cathédrale ne citent, pendant la période d'activité de Guillaume Barbe l'ancien, que Guillaume Barbe le jeune, probablement l'aîné des enfants, en 1464, valet de son père. Il est probablement mort quand son père transmet son atelier, en 1488, à son fils puîné, Jehan Barbe. Guillaume Barbe père se retire auprès de son frère, à Grainville, où il meurt entre 1500 et 1513. Un autre fils, Nicolas Barbe, est cité autour de 1492, dans les registres, avant de disparaître. Il réside dans la paroisse Saint-Nicolas-le-Painteur.
Jehan Barbe travaille sur la vitrerie de la cathédrale jusqu'à sa mort, en 1533. L'activité de vitrerie de l'église métropolitaine a assuré des revenus importants entre 1460 et 1470. Mais après 1470, les revenus ont été réduits. Cette baisse de revenus a obligé Guillaume Barbe a demandé des crédits auprès de la fabrique et l'atelier qu'il a transmis à son fils a des dettes. Celui-ci doit accepter de travailler gratuitement pour la fabrique jusqu'en 1490 pour rembourser les dettes de l'atelier. Malgré l'importance des travaux réalisés par son atelier, la fabrique de la cathédrale a retenu plusieurs fois de l'argent sur son salaire pour se rembourser des crédits qu'elle lui a accordés.
Il travaille également à l'archevêché, peut-être à la réalisation des grisailles de la galerie « aux belles vitres », au château de Gaillon, aux églises Saint-Maclou et Saint-Vincent de Rouen, à l'église Notre-Dame de Louviers, à l'église Saint-Martin de Nonancourt, à la chapelle Sainte-Madeleine de l'église Saint-Maurice de Saint-Maurice-d'Ételan.

## Le gendre Barbe: Olivier Tardif
Jeanne Barbe, fille de Jehan Barbe, se marie avec un jeune verrier de l'atelier de son père, vers 1525, Olivier Tardif, souvent appelé dans les registres gendre Barbe. Il a repris l'atelier «  l'escu de voirre » en 1533.
Olivier Tardif est issu d'une famille de bouchers travaillant dans la paroisse Sainte-Croix-de-Saint-Ouen, rue des Pelletiers. La fortune de la famille est suffisante pour payer des études aux enfants. Parmi les frères d'Olivier Tardif, on trouve Noël le Tardif, notaire en cour d'Église demeurant sur la paroisse Saint-Maclou, Richard  le Tardif marchand à Notre-Dame-la-Ronde, mais la plus grande partie de la famille est restée dans le métier de la boucherie, Pierrette le Tardif mariée à Jean Abelin boucher, Cardin le Tardif boucher rue des Pelletiers.
La première mention d'Olivier Tardif dans le métier de la vitrerie date de 1522, quand il est employé sur les vitres de l'archevêché. En 1524, il est signalé comme travaillant avec son beau-père à l'entretien des vitraux de l'église Saint-Étienne-la-Grande-Église, dans la nouvelle tout de la cathédrale de Rouen construite entre 1488 et 1506,. Il est peu documenté jusqu'en 1530. À partir de cette date, jusqu'à la mort de Jehan Barbe, en 1533, le loyer et les dettes sont cités au nom de Jehan Barbe et les travaux de vitrerie à son nom.
Olivier Tardif a travaillé sur la vitrerie de la cathédrale, du palais archiépiscopal et de l'église Saint-Vincent de Rouen, aussi, peut-être, à Caudebec-en-Caux, à Saint-Ouen de Pont-Audemer, aux églises Saint-Jean et Saint-Étienne d'Elbeuf. Il est cité comme ayant réalisé des vitraux à l'église Saint-Nicaise de Rouen.
Il apparaît dans les registres de l'hôtel de ville de Rouen, de 1536 à 1550. Jeanne Barbe meurt en 1547. À partir de cette date, il participe activement aux activités de la paroisse Saint-Nicolas-le-Painteur. Il offre un vitrail, signe la clôture des comptes du trésor en 1557. Il fait partie de la confrérie de Saint-Nicolas dont il est le maître de 1551 à 1552.
Il s'est remarié en 1547 avec Amelyne Lardant. Il meurt en 1558 et est inhumé dans l'église Saint-Nicolas-le-Painteur à côté de Jeanne Barbe.

## Le petit-fils: Noël Tardif
Noël Tardif est le fils d'Olivier Tardif et de Jeanne Barbe. Il est cité en 1558 avec son père qui meurt la même année ainsi que deux de ses enfants. L'église Saint-Nicaise de Rouen lui commande  des verrières pour les fenêtres hautes du chœur. Il est assisté par Nicolas Anquetil, peintre verrier. Il travaille aussi pour la cathédrale.
Après les destructions faites par les Réformés, en 1562, il répare un grand nombre de verrières dans la cathédrale, et en particulier dans la chapelle de la Vierge. Il travaille aussi dans les maisons canoniales.
En 1567 il s'est associé avec le peintre verrier Mahiet Evrard pour réparer les verrières de l'église de la Madeleine et du réfectoire des religieux. En 1574, il a loué sa maison de l'Écu de verre et habite dans la paroisse Sainte-Croix-de-Saint-Ouen où il avait reçu une maison en héritage. En 1577, le peintre Mahiet Evrard a pris sa succession en tant que peintre verrier de la cathédrale. 
Il meurt en 1576/1577 et est inhumé à Saint-Nicolas-le-Painteur.

## Réalisations
- Vitraux des chapelles du bas-côté nord de la cathédrale de Rouen, baies no 41 à 55. Ils sont classés au titre immeuble des monuments historiques en 1862.